# Fender Toronado
La Fender Toronado fue un modelo de guitarra eléctrica creada por la Fender Musical Instruments Corporation. Introducido en la exhibición NAMM en 1998, es una parte de la "Serie Deluxe", producidos en México, por lo general a las especificaciones más altas que la mayoría de los modelos "estándar".

## Diseño
El Toronado cuenta con dos pastillas humbucking, un diapasón de palisandro y cuatro perillas de cromo (2 volumen y 2 de tono). Muchos modelos también incluyen un golpeador. El cabezal cuenta con el logotipo "spaghetti" Fender y dos sintonizadores de estilo vintage  Gotoh/Kluson. La forma del cuerpo de la Toronado, tiene los diseños de los modelos Jazzmaster y Jaguar. El Toronado también tiene una longitud de 24.75 - una característica inusual en una guitarra Fender, ya que esta longitud de escala se asocia generalmente con las guitarras eléctricas fabricados por Gibson.

## Características
El Toronado fue reeditado en 2004. Esta reedición tiene varias diferencias con los modelos de 1998 y 2003, con colores más modernos como azul, rojo y rubio. 
Las pastillas son también de bobina abierta a diferencia de los humbuckers cubiertos que fueron destacados en los modelos anteriores. Los modelos de 2004, se interrumpieron en 2006 y son raros debido a su corto periodo de producción de dos años. La Fender Toronado GT HH (05-06) fue elaborado en Corea, luciendo un cuerpo de caoba y humbuckers Seymour Duncan en lugar de pastillas Duncan. 
Era parte de la serie "Big Block" de Fender. La guitarra llegó en acabados metálicos con un cabezal pintado y una raya de carreras en una forma inversa L, que va desde el lado izquierdo del cuerpo para el cuerno superior derecha. A diferencia de otras variantes de la Toronado, no tiene golpeador.
Fender también hizo modelos de Estados Unidos, llamadas Highway One Toronado, con pastillas humbucking Atomic II o Negro Paloma P-90. Estos modelos estaban disponibles en varios acabados, incluyendo colores como rubio, negro, plata, cromado, estaño, gris metalizado y rojo carmesí transparente. Los modelos posteriores fueron mejorados para ofrecer una Fender Tech-Tonic de una sola pieza, envolvente en el puente y un clavijero negro. Tanto los modelos de Highway One Toronado, se interrumpieron en 2004. También en esta época, Fender produjo un corto plazo de conjunto cuello Toronados fuera de Corea. El P90 Toronado CT, ofreció un cuerpo de caoba con tapas de arce tallado y estaban disponibles en diferentes colores sunburst.
A partir de enero de 2007, todas las variantes Toronado habían discontinuado por Fender.

## Usuarios notables
- Mariko Gotō (Midori)
- Salvador Vázquez (Taller Para Niños)
- Aaron Turner (Isis)
- Al English (Youthmovies)
- Alex Kapranos (Franz Ferdinand)
- Brian Molko (Placebo)
- Chris Rea
- Conor Oberst (Bright Eyes)
- Jim Root (Slipknot)
- Joe Trohman (Fall Out Boy)
- Giulio Signorotto (I Am Sonic Rain)
- Liam Lynch
- Loren Rivera (Whirr)
- Mark Smith (Explosions in the Sky)
- Tom DeLonge (Blink 182)
- Truls Heggero (Lukestar)
- Jorge "Yogui" Alvarado (Emociones Clandestinas)
- Vic Fuentes (Pierce the Veil)
- Neige (Alcest)
- PV Nova
- Mike Duce (Lower Than Atlantis)
- Neill Fraser (The wiggles)
- Juan Pablo "JPX" Alvarez (Master Joey)